# Les Héritières (téléfilm, 2009)
Pour les articles homonymes, voir Les Héritières.
Les Héritières est un téléfilm français en deux parties réalisé par Harry Cleven et diffusé en 2009 sur France 3.

## Fiche technique
- Réalisation : Harry Cleven
- Scénario : Lorène Delannoy, Daniel Tonachella et Olga Vincent
- Photographie : Vincent Mathias
- Musique : Stéphane Moucha
- Durée : 2 x 90 min
- Genre : saga
- Programmations :
  - 26 et 27 décembre 2009 sur France 3;
  - 12 février 2012 sur France 3.
  - 28 juin 2014 sur France 3.

## Distribution
- Jacques Weber : Ottavio Della Rocca
- Amira Casar : Antonia
- Jean Benguigui : Ange Caponi
- Héléna Soubeyrand : Vanina
- Hélène Seuzaret : Flavia
- Thibault Vinçon : Barthélémy
- Daniel Lundh : Massimo
- Jean-Emmanuel Pagni : Dominique
- François Vincentelli : Pascal
- Lionel Tavera : Orsu Petru, chef des bergers
- Jacqueline Danno : Barberine
- Anne Canovas : La Lucchesa
- Paolini Pauline : Angela
- Françoise Huguet : Annunziata